# Willy Wedler
Willy Wedler (* 15. Mai 1943 in Steinhöring) ist ein bremischer Politiker (FDP) und ehemaliger Abgeordneter der Bremischen Bürgerschaft.

## Biografie

### Ausbildung und Beruf
Wedler verbrachte den Großteil seiner Schulzeit in Gerolstein, legte 1963 sein Abitur aber in Hannover ab. 1970 schloss er sein an den Universitäten Köln und Kiel verfolgtes Studium der Volkswirtschaftslehre als Diplom-Volkswirt ab. Hiernach war er an der Datenzentrale des Landes Schleswig-Holstein und beim Landesdatenschutzbeauftragten des Landes Bremen bis zu seinem Ruhestand im Juni 2003 tätig.

### Politik
Wedler trat 1975 in die FDP ein. Für diese war er kommunalpolitisch auch in Schleswig-Holstein tätig. Mitte 1985 wurde er Mitglied des FDP-Kreisvorstandes von Bremerhaven. Von 1987 bis 1995 war er für seine Partei Stadtverordneter in Bremerhaven. Von 1996 bis Anfang 2004 war Willy Wedler Vorsitzender des FDP-Kreisverbands Bremerhaven und von 1999 bis 2004 stellvertretender Landesvorsitzender der FDP.
Bei der Bürgerschaftswahl von 2003 konnte die FDP landesweit nur 4,21 % erzielen, auf Grund einer wahlrechtlichen Besonderheit Bremens – es genügt, in der Stadt Bremen oder in der Stadt Bremerhaven die Fünf-Prozent-Hürde zu überwinden – konnte mit 5,71 % in Bremerhaven Wedler als einziger Abgeordneter für seine Partei 2003 in die Bürgerschaft einziehen. In der Bürgerschaft gehörte der fraktionslose Wedler dem Nichtständigen Ausschuss „Überprüfung einer Wahlrechtsnovellierung im Land Bremen“ und dem Haushalts- und Finanzausschuss, sowie der Deputationen für Wirtschaft und Häfen und für Wissenschaft an.
| Personendaten    | Personendaten                   |
| ---------------- | ------------------------------- |
| NAME             | Wedler, Willy                   |
| KURZBESCHREIBUNG | deutscher Politiker (FDP), MdBB |
| GEBURTSDATUM     | 15. Mai 1943                    |
| GEBURTSORT       | Steinhöring                     |